# Mishelle Garfías
Mishelle Garfías (Tecate, Baja California, 8 de abril de 1989 
), conocida simplemente como Mishelle Garfías, es una actriz mexicana. 
Es conocida por ser la imagen del programa de Televisión Azteca, "Lo que callamos las mujeres", además de que participó en más de 30 capítulos.

## Biografía
Comenzó su carrera muy pequeña, con tan solo nueve años de edad y hoy su talento la ha llevado a sobresalir y se ha convertido en una de las consentidas de Lo que callamos las mujeres.

## Trayectoria

### Televisión
- Los Rey (2012)
- Lo que callamos las mujeres (2001 - 2015)
- Montecristo (2006)
- Ni una vez más (2005) (serie)
- La vida es una canción (2004-2005)
- Soñarás (2004)
- Háblame de amor ( 1999) (serie)

### Cine
- El tigre de Santa Julia (2002)
- Entre la tarde y la noche (2000)